# Isaac van Ostade

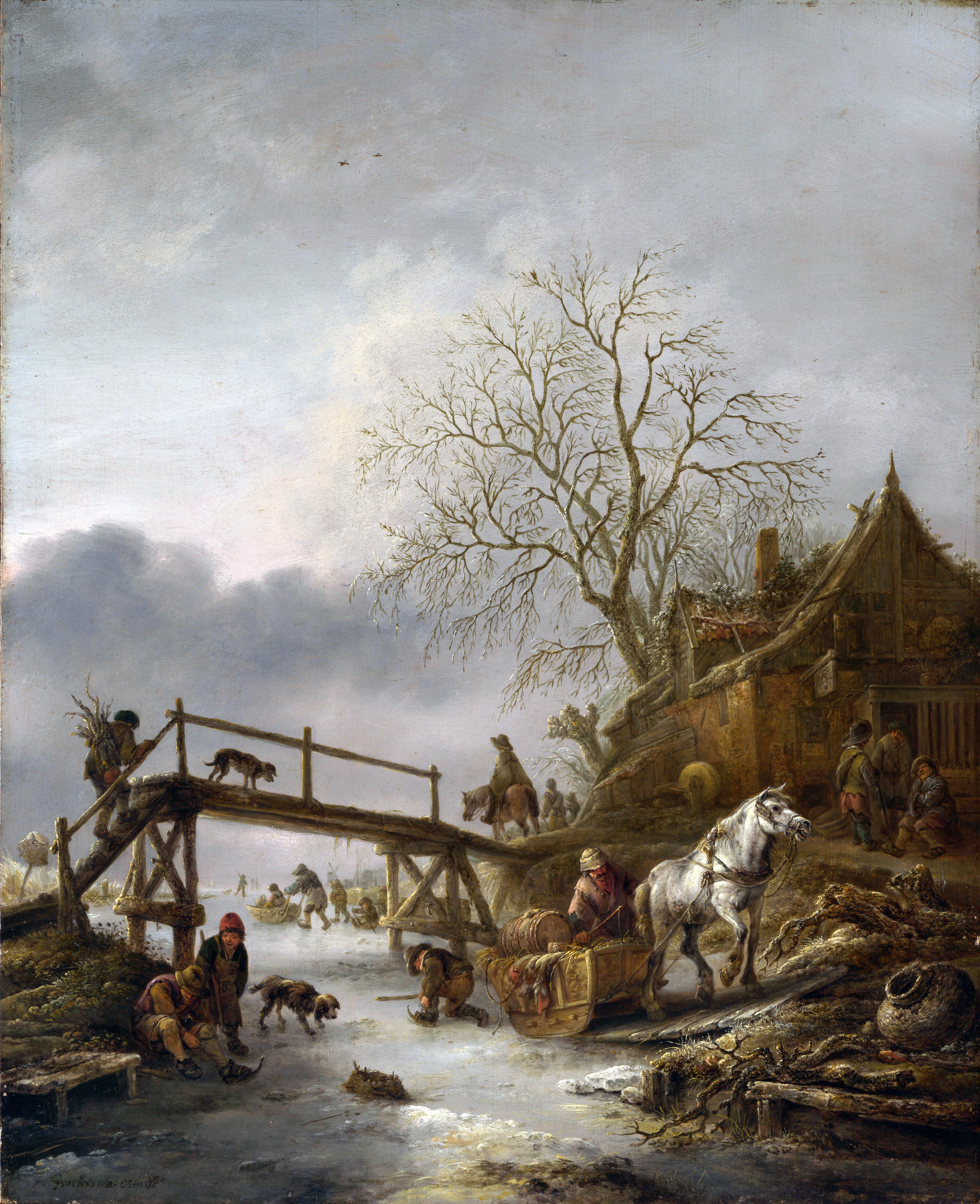
Scena zimowa, ok. 1645, National Gallery w Londynie

Isaac van Ostade także Isaack (ochrzczony 2 czerwca 1621 w Haarlem, pochowany 16 października 1649 tamże) – holenderski malarz i grafik, pejzażysta.
Kształcił się u boku starszego brata Adriaena van Ostade, którego początkowo naśladował. W 1643 wstąpił do gildii św. Łukasza w Haarlemie i w tym czasie zrezygnował z malowania chłopskich scen rodzajowych na rzecz pejzaży. Szczególnie cenione są jego zimowe krajobrazy przedstawiające zamarznięte kanały. Zajmował się także portretem, namalował np. Wieśniaka z fajką i kuflem.
Pomimo że zmarł przedwcześnie w 28. roku życia, jego dorobek jest szacowany na ponad sto obrazów, starsze źródła podają nawet liczbę czterystu (H. de Groot, 1910). Najcenniejsze zbiory jego prac posiadają Buckingham Palace, Ermitaż, National Gallery w Londynie, Wallace Collection i Muzeum w Luwrze.
W Muzeum Narodowym w Poznaniu znajduje się obraz Isaacka van Ostade Na zamarzniętym kanale.